# Llista d'estacions de la xarxa de Rodalies de València

## A
- Albuixec
- l'Alcúdia de Crespins
- Aldaia
- Alfafar-Benetússer
- d'Algímia d'Alfara
- Algemesí
- Almassora
- Almenara
- Alzira

## B
- Benifaió-Almussafes
- Borriana-les Alqueries
- Bunyol

## C
- Carcaixent
- Castelló de la Plana
- Catarroja
- Caudiel
- Circuit Ricardo Tormo
- Cullera

## E
- Estivella-Albalat dels Tarongers

## G
- Gandia
- Platja i Grau de Gandia
- Gilet

## L
- La Llosa
- Loriguilla-Reva

## M
- Estació de Manuel-l'Ènova
- Massalfassar
- Massanassa
- Moixent
- Moncofa
- Montesa

## N
- Navaixes
- Nules-la Vilavella

## P
- La Pobla Llarga
- El Puig
- Puçol

## R
- El Rebollar
- Requena
- San Antonio de Requena
- Roca-Cúiper
- El Romaní

## S
- Sagunt
- Setaigües
- Silla
- Sogorb-Arrabal
- Sogorb-Ciutat
- Sollana
- Soneixa
- Sueca

## T
- Tavernes de la Valldigna

## U
- Utiel

## V
- València-Cabanyal
- València-Font de Sant Lluís
- València-Nord
- València-Sant Isidre
- Vallada
- Les Valls
- Vara de Quart
- Venta Mina
- Vila-real

## X
- Xàtiva
- Xeraco
- Xèrica-Viver
- Xest
- Xilxes
- Xirivella-Alqueries
- Xirivella-l'Alter
- Xiva